# Olof Johnsson (historiker)
Olof Johnsson, född 28 december 1870 i Näsums socken, död 3 juni 1938 i Karlshamn, var en svensk skolman och historiker.
Olof Johnsson var son till lantbrukaren Ola Johnsson. Efter mogenhetsexamen 1890 i Kristianstad blev han filosofie kandidat vid Lunds universitet 1895. Han blev extraordinarie läroverksadjunkt i Halmstad 1895, läroverksadjunkt i Skövde 1906 och var adjunkt vid realskolan i Malmö 1920–1935. Vid sidan av lärartjänsten var Johnsson verksam som föreläsare och författare i historiska, politiska och religiösa ämnen. Han utgav läroboken Nya tidens historia (1916–1917) och Nyare tidens allmänna historia (1927) samt översiktsverket Det moderna Sverige. Vårt fosterlands historia från 1809 till närvarande tid. Ordnad på huvudlinjer (1919). Johnsson utgav även Lärobok i statskunskap (1925) och Litteraturhistoria och verslära för realskolan och kommunala mellanskolan (1929). Han utgav även några konservativa broschyrer i försvarsfrågan och en diktsamling, präglad av boströmianismen. Bland hans övriga verk märks Empirisk psykologi (1913).